# Mistrovství světa ve fotbale žen 1995
Mistrovství světa ve fotbale žen 1995 bylo druhé mistrovství pořádané fotbalovou asociací FIFA. Vítězem se stala norská ženská fotbalová reprezentace. Turnaj se odehrál v pěti městech Gävle, Helsingborg, Karlstad, Solna, Västerås.

## Kvalifikace
Hlavní článek: Kvalifikace na Mistrovství světa ve fotbale žen 1995
| - Afrika (CAF) - Nigérie - Asie (AFC) - Čína - Japonsko - Severní, Střední Amerika a Karibik (CONCACAF) - Kanada - USA - Jižní Amerika (CONMEBOL) - Brazílie |  | - Evropa (UEFA) - Dánsko - Anglie - Německo - Norsko - Oceánie (OFC) - Austrálie - Hostitel - Švédsko |

## Základní skupiny
První dva týmy z každé skupiny a navíc dva nejlepší týmy na třetích místech postoupily do čtvrtfinále play off.

### Skupina A
| Tým      | B | Z | V | R | P | VG | IG | +/- |
| -------- | - | - | - | - | - | -- | -- | --- |
| Německo  | 6 | 3 | 2 | 0 | 1 | 9  | 4  | +5  |
| Švédsko  | 6 | 3 | 2 | 0 | 1 | 5  | 3  | +2  |
| Japonsko | 3 | 3 | 1 | 0 | 2 | 2  | 4  | -2  |
| Brazílie | 3 | 3 | 1 | 0 | 2 | 3  | 8  | -5  |

| 5. června 1995 18:00 |          |          |                                                                           |
| Švédsko              | 0:1      | Brazílie | Olympia Stadion, Helsingborg diváci: 14 500 rozhodčí: Denoncourt (Canada) |
|                      | (Report) |          | Olympia Stadion, Helsingborg diváci: 14 500 rozhodčí: Denoncourt (Canada) |

| 5. června 1995 14:00 |          |          |                                                                       |
| Německo              | 1:0      | Japonsko | Tingvallen, Karlstad diváci: 3 824 rozhodčí: Mathabela (South Africa) |
|                      | (Report) |          | Tingvallen, Karlstad diváci: 3 824 rozhodčí: Mathabela (South Africa) |

| 7. června 1995 19:00 |          |         |                                                                          |
| Švédsko              | 3:2      | Německo | Olympia Stadion, Helsingborg diváci: 5 855 rozhodčí: Black (New Zealand) |
|                      | (Report) |         | Olympia Stadion, Helsingborg diváci: 5 855 rozhodčí: Black (New Zealand) |

| 7. června 1995 19:00 |          |          |                                                            |
| Brazílie             | 1:2      | Japonsko | Tingvallen, Karlstad diváci: 2 286 rozhodčí: Hepburn (USA) |
|                      | (Report) |          | Tingvallen, Karlstad diváci: 2 286 rozhodčí: Hepburn (USA) |

| 9. června 1995 19:00 |          |          |                                                                       |
| Švédsko              | 2:0      | Japonsko | Arosvallen, Västerås diváci: 7 811 rozhodčí: Mathabela (South Africa) |
|                      | (Report) |          | Arosvallen, Västerås diváci: 7 811 rozhodčí: Mathabela (South Africa) |

| 9. června 1995 19:00 |          |         |                                                                 |
| Brazílie             | 1:6      | Německo | Tingvallen, Karlstad diváci: 3 203 rozhodčí: Hamer (Luxembourg) |
|                      | (Report) |         | Tingvallen, Karlstad diváci: 3 203 rozhodčí: Hamer (Luxembourg) |

### Skupina B
| Tým     | B | Z | V | R | P | VG | IG | +/- |
| ------- | - | - | - | - | - | -- | -- | --- |
| Norsko  | 9 | 3 | 3 | 0 | 0 | 17 | 0  | +17 |
| Anglie  | 6 | 3 | 2 | 0 | 1 | 6  | 6  | 0   |
| Kanada  | 1 | 3 | 0 | 1 | 2 | 5  | 13 | -8  |
| Nigérie | 1 | 3 | 0 | 1 | 2 | 5  | 14 | -9  |

| 6. června 1995 |          |         |                                                                 |
| Norsko         | 8:0      | Nigérie | Tingvallen, Karlstad diváci: 4 344 rozhodčí: Hamer (Luxembourg) |
|                | (Report) |         | Tingvallen, Karlstad diváci: 4 344 rozhodčí: Hamer (Luxembourg) |

| 6. června 1995 |          |        |                                                                     |
| Anglie         | 3:2      | Kanada | Olympia Stadion, Helsingborg diváci: 655 rozhodčí: Oedlund (Sweden) |
|                | (Report) |        | Olympia Stadion, Helsingborg diváci: 655 rozhodčí: Oedlund (Sweden) |

| 8. června 1995 |          |        |                                                                      |
| Norsko         | 2:0      | Anglie | Tingvallen, Karlstad diváci: 5 520 rozhodčí: Gamboa Martinez (Chile) |
|                | (Report) |        | Tingvallen, Karlstad diváci: 5 520 rozhodčí: Gamboa Martinez (Chile) |

| 8. června 1995 |          |        |                                                                         |
| Nigérie        | 3:3      | Kanada | Olympia Stadion, Helsingborg diváci: 250 rozhodčí: Un-Prasert (Thajsko) |
|                | (Report) |        | Olympia Stadion, Helsingborg diváci: 250 rozhodčí: Un-Prasert (Thajsko) |

| 10. června 1995 |          |        |                                                              |
| Norsko          | 7:0      | Kanada | Strömvallen, Gävle diváci: 2 715 rozhodčí: Siqueira (Brazil) |
|                 | (Report) |        | Strömvallen, Gävle diváci: 2 715 rozhodčí: Siqueira (Brazil) |

| 10. června 1995 |          |        |                                                               |
| Nigérie         | 2:3      | Anglie | Tingvallen, Karlstad diváci: 1 843 rozhodčí: Jonsson (Sweden) |
|                 | (Report) |        | Tingvallen, Karlstad diváci: 1 843 rozhodčí: Jonsson (Sweden) |

### Skupina C
| Tým       | B | Z | V | R | P | VG | IG | +/- |
| --------- | - | - | - | - | - | -- | -- | --- |
| USA       | 7 | 3 | 2 | 1 | 0 | 9  | 4  | +5  |
| Čína      | 7 | 3 | 2 | 1 | 0 | 10 | 6  | +4  |
| Dánsko    | 3 | 3 | 1 | 0 | 2 | 6  | 5  | +1  |
| Austrálie | 0 | 3 | 0 | 0 | 3 | 3  | 13 | -10 |

| 6. června 1995 |          |      |                                                              |
| USA            | 3:3      | Čína | Strömvallen, Gävle diváci: 4 635 rozhodčí: Jonsson (Švédsko) |
|                | (Report) |      | Strömvallen, Gävle diváci: 4 635 rozhodčí: Jonsson (Švédsko) |

| 6. června 1995 |          |           |                                                                |
| Dánsko         | 5:0      | Austrálie | Arosvallen, Västerås diváci: 1 500 rozhodčí: Skovgang (Norway) |
|                | (Report) |           | Arosvallen, Västerås diváci: 1 500 rozhodčí: Skovgang (Norway) |

| 8. června 1995 |          |        |                                                            |
| USA            | 2:0      | Dánsko | Strömvallen, Gävle diváci: 2 740 rozhodčí: Camara (Guinea) |
|                | (Report) |        | Strömvallen, Gävle diváci: 2 740 rozhodčí: Camara (Guinea) |

| 8. června 1995 |          |           |                                                                |
| Čína           | 4:2      | Austrálie | Arosvallen, Västerås diváci: 1 500 rozhodčí: Sequeira (Brazil) |
|                | (Report) |           | Arosvallen, Västerås diváci: 1 500 rozhodčí: Sequeira (Brazil) |

| 10. června 1995 |          |           |                                                                        |
| USA             | 4:1      | Austrálie | Olympia Stadion, Helsingborg diváci: 1 150 rozhodčí: Prasert (Thajsko) |
|                 | (Report) |           | Olympia Stadion, Helsingborg diváci: 1 150 rozhodčí: Prasert (Thajsko) |

| 10. června 1995 |          |        |                                                               |
| Čína            | 3:1      | Dánsko | Arosvallen, Västerås diváci: 1 619 rozhodčí: Martinez (Chile) |
|                 | (Report) |        | Arosvallen, Västerås diváci: 1 619 rozhodčí: Martinez (Chile) |

## Play off

### Čtvrtfinále
| 13. června 1995 |          |        |                                    |
| Německo         | 3:0      | Anglie | Arosvallen, Västerås diváci: 2 317 |
|                 | (Report) |        | Arosvallen, Västerås diváci: 2 317 |

| 13. června 1995 |              |      |                                            |
| Švédsko         | 1:1 (prodl.) | Čína | Olympia Stadion, Helsingborg diváci: 7 537 |
|                 | (Report)     |      | Olympia Stadion, Helsingborg diváci: 7 537 |

|                                                              |     | Penaltový rozstřel                              |  |
| Anderssonová Videkullová Pohjanenová Sundhageová Nessvoldová | 3:4 | Wenová Huilinová Yufengová Qingxiaová Ailingová |  |

| 13. června 1995 |          |          |                                  |
| USA             | 4:0      | Japonsko | Strömvallen, Gävle diváci: 3 756 |
|                 | (Report) |          | Strömvallen, Gävle diváci: 3 756 |

| 13. června 1995 |          |        |                                    |
| Norsko          | 3:1      | Dánsko | Tingvallen, Karlstad diváci: 4 655 |
|                 | (Report) |        | Tingvallen, Karlstad diváci: 4 655 |

### Semifinále
| 15. června 1995 |          |      |                                            |
| Německo         | 1:0      | Čína | Olympia Stadion, Helsingborg diváci: 3 693 |
|                 | (Report) |      | Olympia Stadion, Helsingborg diváci: 3 693 |

| 15. června 1995 |          |        |                                    |
| USA             | 0:1      | Norsko | Arosvallen, Västerås diváci: 2 893 |
|                 | (Report) |        | Arosvallen, Västerås diváci: 2 893 |

### O 3. místo
| 17. června 1995 |          |     |                                  |
| Čína            | 0:2      | USA | Strömvallen, Gävle diváci: 4 335 |
|                 | (Report) |     | Strömvallen, Gävle diváci: 4 335 |

### Finále
| 18. června 1995 |          |        |                                                        |
| Německo         | 0:2      | Norsko | Råsunda, Solna diváci: 17 158 rozhodčí: Ingrid Jonsson |
|                 | (Report) |        | Råsunda, Solna diváci: 17 158 rozhodčí: Ingrid Jonsson |